# Abbeyleix
Abbeyleix (také Abbeylaois, irsky Mainistir Laoise) je město ve středním Irsku, v hrabství Laois v provincii Leinster. Žije zde 1568 obyvatel (2006).
Městečko leží v jižní části hrabství, východně od řeky Nore v nadmořské výšce 129 m n. m.
Abbeyleix vznikl v 18. století v blízkosti cisterciáckého kláštera z 12. století. Dodnes se zde zachovaly zbytky původního středověkého opevnění, náhrobky a budovy opatství, hrady, kostely a koloniální vily. Sídlí zde muzeum, tzv. Abbeyleix Heritage House.
Z města pocházel americký sochař Launt Thompson (1833–1894).